# Margaret Price
Margaret Price, DBE (Blackwood, 13 de abril de 1941 - Cardigan, 28 de janeiro de 2011) foi uma soprano galesa.

## Biografia
Price nasceu em uma família musical, e desde cedo começou a cantar. Mas seu sonho inicial não era seguir carreira no mundo da música e sim ser uma professora de biologia.
Aos quinze anos de idade seu professor de música da escola organizou uma audição com Charles Kennedy Scott, que a convidou para estudar na Faculdade de Música Trinity em Londres. Price foi treinada com uma mezzo-soprano.
Depois de se graduar trabalhou no Cantores Ambrosian.
Price fez sua estreia em óperas em 1962, no papel de Cherubino em Le Nozze di Figaro de Wolfgang Amadeus Mozart na Ópera Nacional Galesa. No mesmo ano, Price foi trabalhar no Royal Opera House, Covent Garden em Londres, onde ela cantou papéis menores. Quando Teresa Berganza cancelou sua performance como Cherubino, ela teve a chance se substituí-la.
O maestro e pianista James Lockhart para ter lições de canto e aperfeiçoar sua voz para se tornar uma soprano lírico, assim ela fez nas décadas de 1970 e 1980.
Price também foi ajudada por Otto Klemperer, que conduziu sua primeira gravação com um papel maior em um ópera completa - Fiordigili em Così fan Tutte de Mozart. Em 1972 ela foi especialista em gravações de óperas de Mozart.
Price não viajou muito, se manteve sempre em um lugar por longos anos, primeiro foi Covent Garden, depois Cologne e desde 1971 na Ópera do Estado Bávaro em Munique, onde ela ficou até 1999.
Depois disso ela retornou para Gales, onde vive em sua residência.
Faleceu a 28 de Janeiro de 2011, vitima de paragem cardíaca, em sua casa, no País de Gales.

### Repertório
Price ficou mundialmente famosa por interpretar obras de Mozart, como Fiordigili e Donna Anna em Don Giovanni, Contessa, Cherubino e Barbarina em Le Nozze di Figado e Pamina em Die Zuberflöte. Adicionalmente, ela cantou obras de Mozart, como Amelia em Un Ballo in Maschera, Elisabetta em Don Carlo e Desdemona em Otello. Interpretou também Maschallin em Der Rosenkavalier de Richard Strauss, Ariadne em Ariadne auf Naxos também de Richard Strauss e Adriana Lecouvreur de Cilea.
Price também interpretou muitos lieder de Schubert, Schumann e Strauss.

## Honras
- Bayerische Kammersängerin
- Comandante da Ordem do Império Britânico, 1982
- Dama Comandante da Ordem do Império Britânico, 1993